# Fort Belvedere (Florence)
Le Forte Belvedere ou Forte di Belvedere est un fort situé à Florence, en Italie.

## Présentation
Réalisé entre 1590 et 1595, ce fort, qui se nomme aussi Fortezza di Santa Maria in San Giorgio del Belvedere émane d'un projet de l'architecte Bernardo Buontalenti commandité par le grand-duc Ferdinand Ier de Médicis, fils de Cosme Ier à une époque sans troubles a contrario de la forteresse de Basso construite au retour de Médicis au gouvernement de Florence en 1529.
L'édifice central, le blanc Palazzetto del Belvedere, qui servait de résidence du grand-duc en périodes troubles, comme l'épidémie de peste de 1600, moins adapté aux principes militaires auxquels le reste du fort obéit, était plus vu comme « villa médicéenne », signe ostentatoire de la domination des Médicis.

## Galerie

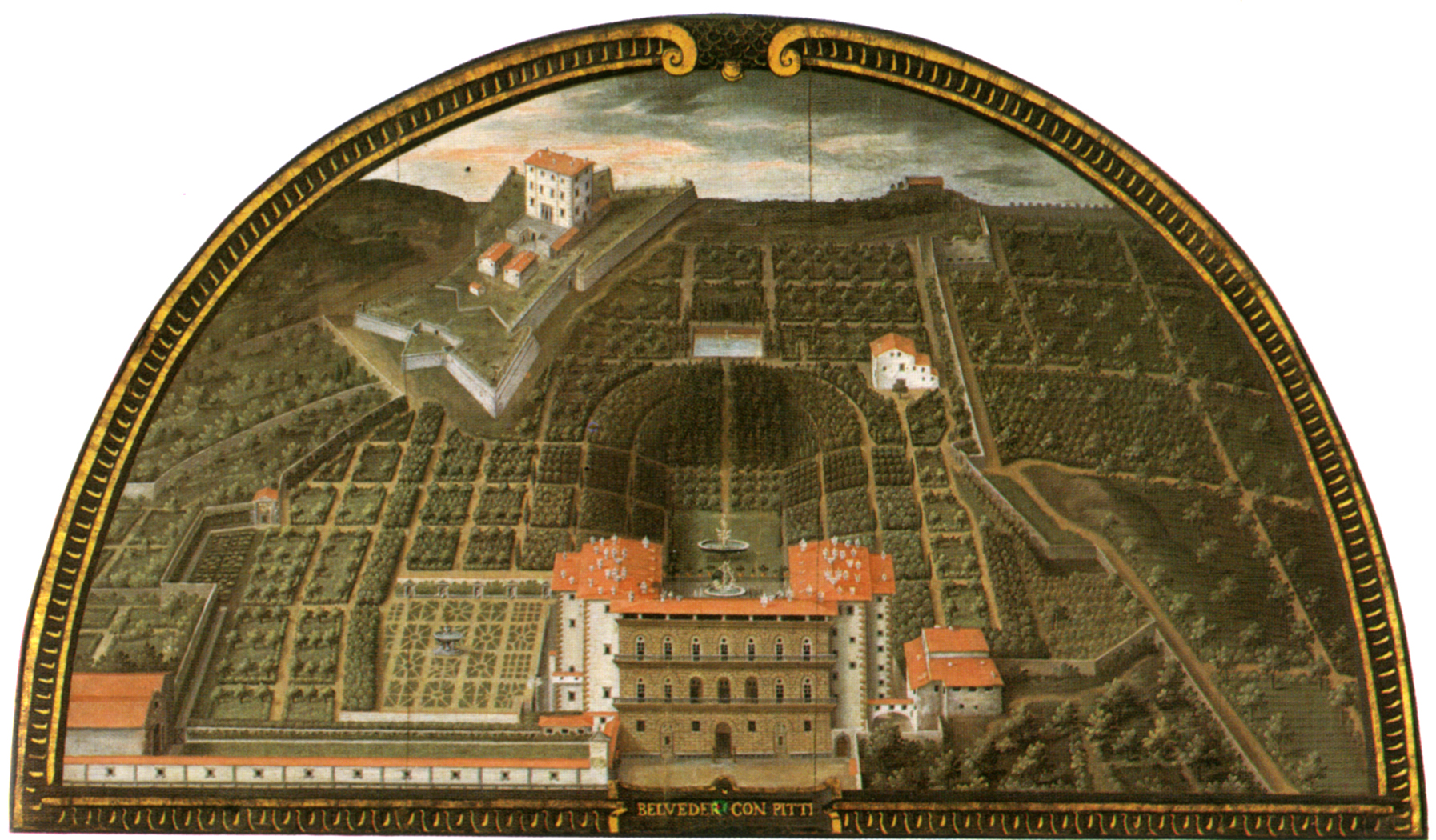
Le Forte Belvedere domine le Jardin de Boboli et Palais Pitti - Médaillon de  Giusto Utens (1599) au Museo di Firenze com'era.
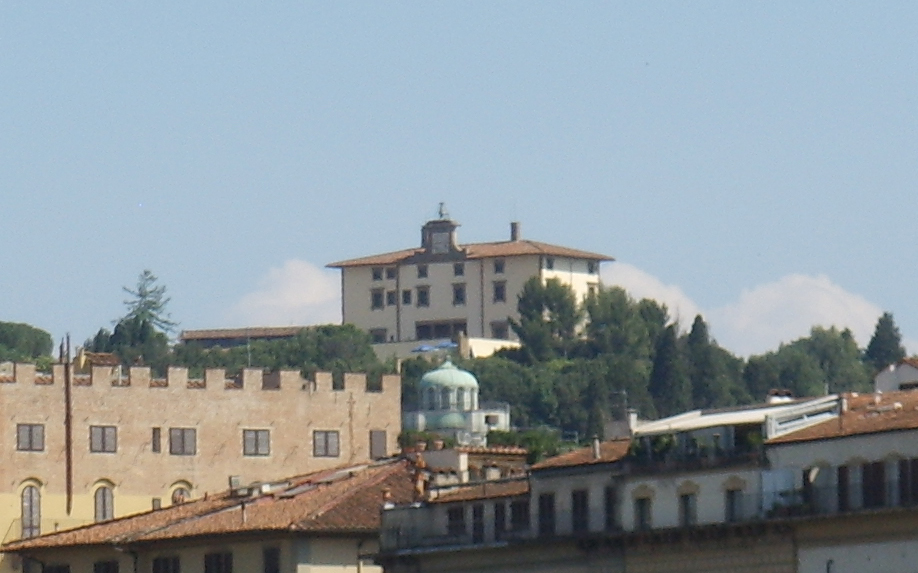
La façade du fort dominant la ville de Florence.